# Gösta Bohman

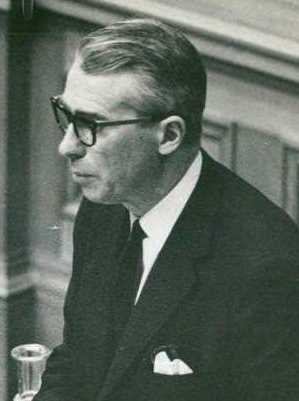
Gösta Bohman (1967)

Bo Gösta Bohman (* 15. Januar 1911 in Stockholm; † 12. August 1997 ebenda) war ein schwedischer Politiker. Er war Parteivorsitzender der Moderata Samlingspartiet von 1970 bis 1981, schwedischer Finanzminister von 1976 bis 1981 und Mitglied des Reichstags von 1958 bis 1991.

## Ausbildung
Nach der Volksschule durchlief Gösta Bohman eine militärische Ausbildung in Kristianstad und wurde 1932 als Reserveoffizier entlassen. Vier Jahre später legte er sein Examen als Jurist an der Universität Stockholm ab. Von 1936 bis 1939 absolvierte er sein Referendariat am Amtsgericht (häradsrätten) von Södra Roslagen, danach wurde er als Leutnant zum Militärdienst eingezogen. 1948 wurde Bohman Geschäftsführer (vice verkställande direktör) der Stockholmer Handelskammer, bis er 1970 zum Vorsitzenden der Moderata samlingspartiet gewählt wurde.

## Politische Karriere
Bereits 1956 sollte Bohman Reichstagskandidat der Konservativen werden. Erst 1958 nahm er das Angebot an und zog für Stockholm in die Zweite Kammer des schwedischen Reichstags ein. Von 1961 bis 1963 war er Vorsitzender der Stockholmer Rechtspartei. Von 1965 bis 1970 saß er als Vorsitzender dem mächtigen Staatsausschuss des Reichstages vor. Mit der Abschaffung des Zweikammersystems wurde auch der Staatsausschuss aufgelöst. 1970 wechselte Bohman in die Erste Kammer des Parlaments, wo er Fraktionschef der Konservativen wurde. Nach dem katastrophalen Wahlergebnis seiner Partei im September 1970 verdrängte Bohman Yngve Holmberg vom Parteivorsitz. Die Partei wandte sich stärker der politischen Mitte zu, änderte ihren Namen in Moderata Samlingspartiet („Moderate Sammlungspartei“) und gewann wieder an Profil. 
1976 gelang Gösta Bohman endlich der Machtwechsel in der schwedischen Politik. Bohman bildete zusammen mit Thorbjörn Fälldin und Ola Ullsten die erste nicht-sozialdemokratische Regierung seit über 40 Jahren in Schweden. Gösta Bohman erhielt den Posten des Finanzministers. Auch in der 1979 folgenden Dreiparteienregierung war Bohman Finanzminister bis 1981. Die Moderaten verließen schließlich die Regierung, nachdem sich die anderen bürgerlichen Parteien mit den Sozialdemokraten auf eine Reform der Grenzsteuersätze verständigt hatten. Noch im selben Jahr 1981 trat Gösta Bohman als Parteivorsitzender zurück. Sein Nachfolger wurde Ulf Adelsohn. 1991 schied Bohman aus dem Reichstag aus.
| Personendaten    | Personendaten                                                   |
| ---------------- | --------------------------------------------------------------- |
| NAME             | Bohman, Gösta                                                   |
| ALTERNATIVNAMEN  | Bohman, Bo Gösta (vollständiger Name)                           |
| KURZBESCHREIBUNG | schwedischer Politiker, Mitglied des Riksdag und Finanzminister |
| GEBURTSDATUM     | 15. Januar 1911                                                 |
| GEBURTSORT       | Stockholm                                                       |
| STERBEDATUM      | 12. August 1997                                                 |
| STERBEORT        | Stockholm                                                       |